# جورج بلامر
جورج بلامر (بالإنجليزية: George Plummer)‏ هو سياسي أمريكي، ولد في 1 ديسمبر 1785، وتوفي في 2 يونيو 1872. انتخب عضو مجلس ولاية كونيتيكت.